# Teoman
Teoman ist ein türkischer männlicher Vorname, der sich auf einen Herrscher der Xiongnu (T'ou-man) bezieht und auch als Familienname vorkommt.

## Namensträger

### Vorname
- Teoman Alibegović (* 1967), jugoslawischer und slowenischer Basketballspieler
- Teoman Erkan (* 1992), türkischer Fußballspieler
- Teoman Öztürk (* 1967), deutscher Basketballspieler türkischer Abstammung
- Teoman Yakupoğlu (* 1967), türkischer Rockmusiker

### Familienname
- Sibel Susann Teoman (* 1975), deutsche Schriftstellerin
- Serhat Teoman (* 1983), türkischer Schauspieler
- Seyfi Teoman (1977–2012), türkischer Filmregisseur